# Assassinio sull'Orient Express (film 2001)
Assassinio sull'Orient Express (Murder on the Orient Express) è un film per la televisione del 2001 diretto da Carl Schenkel e tratto dall'omonimo romanzo di Agatha Christie.
Il protagonista è l'investigatore belga Hercule Poirot, interpretato da Alfred Molina.

## Trama
In viaggio sull'Orient Express ai giorni nostri (la scena è stata spostata tra fine '900 ed inizio del nuovo secolo) Poirot incontra un suo conoscente, Bouc, dirigente nella società che gestisce il treno su cui è salito; durante il viaggio, i due scoprono che un passeggero, Ratchett, è stato assassinato nella sua cabina, proprio a fianco di quella occupata da Poirot; l'investigatore belga raccoglie la sfida e indaga sul morto e sugli altri occupanti della carrozza; alla fine, scoperta la vera identità di Ratchett, il gangster Cassetti sospettato del rapimento e della morte di una bambina dell'alta società (fatto che porterà ad altre 5 morti), Poirot si accorge che tutti i passeggeri hanno in qualche modo a che fare con quel crimine. Nel finale Poirot propone 2 possibili interpretazioni: una banale (un furto finito male, ed il colpevole fuggito dalla carrozza) che verrà data alle autorità, ed una molto più sottile, quella vera, basata su un complotto messo in piedi dagli amici e i parenti dei defunti allo scopo di vendicare le morti dei loro cari, per poi testimoniare ognuno in favore di uno degli altri e scagionarsi a vicenda.